# Brem

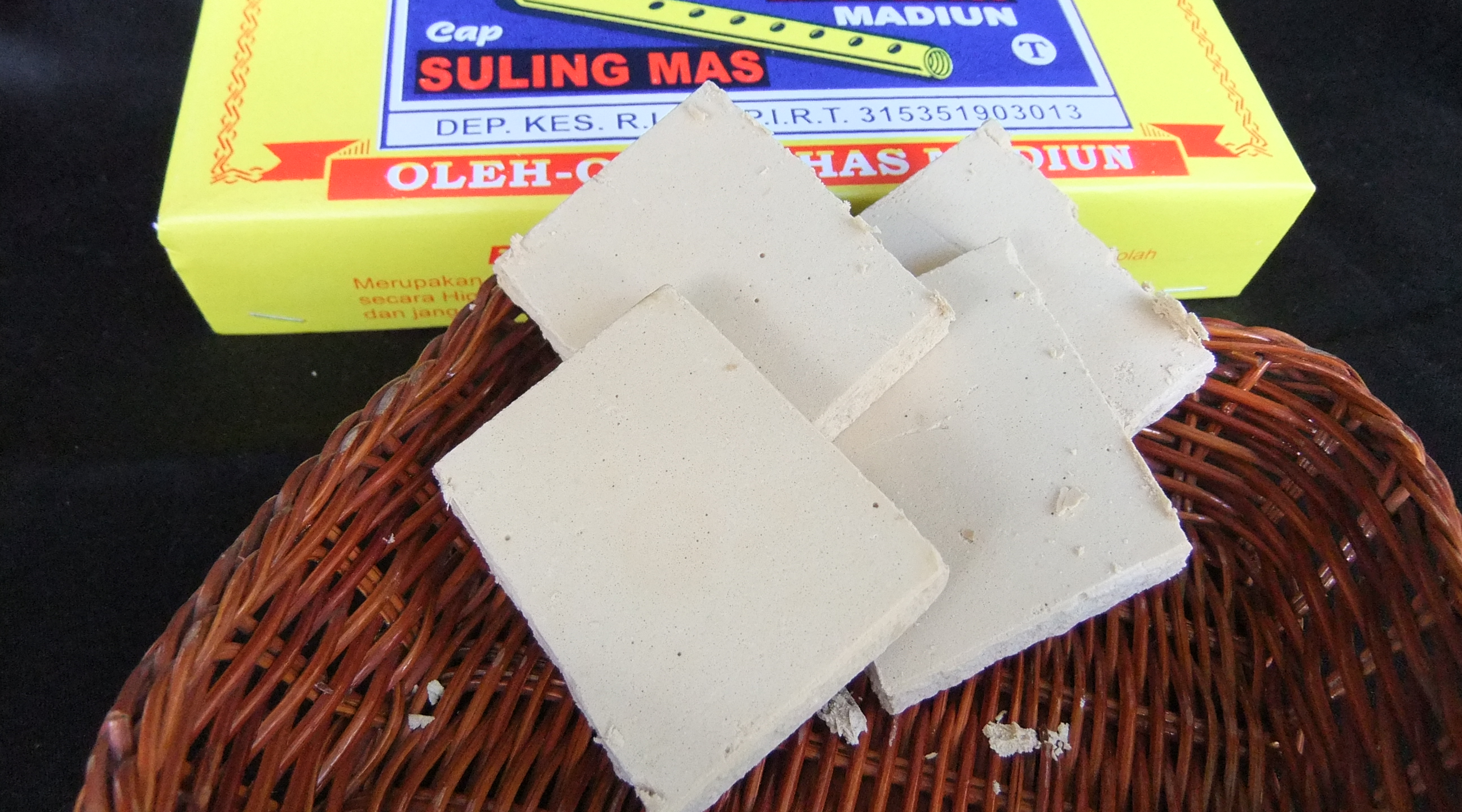
Tabletas de brem.

Brem es un alimento tradicional del sureste asiático a base de arroz fermentado originario de Indonesia. El brem es una especie de bizcocho preparado en base de arroz glutinoso fermentado que se consume como aperitivo en Madiun y Wonogiri,
El tipo más conocido de brem es el Brem Madiun de color blanco, el cual se comercializa en forma de tabletas o bloques y que posee un sabor dulce-ácido. Mientras que el Brem Wonogiri de sabor dulce es una tableta circular de color blanco, la cual se disuelve rápidamente en la boca.
Los habitantes locales creen que el brem ayuda a estimular la sangre. Se dice que previene dermatitis, probablemente a causa de la presencia de cantidades significativas de Vitamina B producida por los microorganismos. Este producto es consumido como snack y no forma parte de la dieta familiar regular.